# Konopiska (gromada)
Konopiska – dawna gromada, czyli najmniejsza jednostka podziału terytorialnego Polskiej Rzeczypospolitej Ludowej w latach 1954–1972.
Gromady, z gromadzkimi radami narodowymi (GRN) jako organami władzy najniższego stopnia na wsi, funkcjonowały od reformy reorganizującej administrację wiejską przeprowadzonej jesienią 1954 do momentu ich zniesienia z dniem 1 stycznia 1973, tym samym wypierając organizację gminną w latach 1954–1972.
Gromadę Konopiska z siedzibą GRN w Konopiskach utworzono – jako jedną z 8759 gromad na obszarze Polski – w powiecie częstochowskim w woj. stalinogrodzkim, na mocy uchwały nr 17/54 WRN w Stalinogrodzie z dnia 5 października 1954. W skład jednostki weszły obszary dotychczasowych gromad Konopiska, Kopalnia, Korzonek i Wygoda ze zniesionej gminy Konopiska, obszary dotychczasowych gromad Jamki, Łaziec i Wąsosz ze zniesionej gminy Hutki oraz osada Pałysz z dotychczasowej gromady Walaszczyki ze zniesionej gminy Ostrowy w tymże powiecie, a także oddziały leśne nr nr 27A–30A z Nadleśnictwa Herby. Dla gromady ustalono 27 członków gromadzkiej rady narodowej.
20 grudnia 1956 województwo stalinogrodzkie przemianowano (z powrotem) na katowickie.
Gromada przetrwała do końca 1972 roku, czyli do kolejnej reformy gminnej. 1 stycznia 1973 w powiecie częstochowskim reaktywowano gminę Konopiska.